# Literatura szwedzkojęzyczna

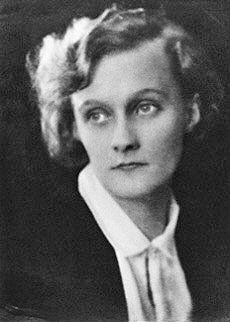
Astrid Lindgren, ikona literatury szwedzkiej

Literatura szwedzkojęzyczna – termin odnoszący się do dzieł literackich stworzonych w języku szwedzkim w samej Szwecji oraz w Finlandii i na Wyspach Alandzkich. W artykule omówiono także twórców piszących po łacinie, jeśli ich działalność miała istotny wpływ na rozwój kultury i literatury szwedzkojęzycznej.
Pierwsze przypisywane literaturze szwedzkojęzycznej teksty o charakterze literackim związane są z datowaną na XI wiek kulturą kamieni runicznych. Po wprowadzeniu chrześcijaństwa literatura ta, choć z pewnym opóźnieniem, rozwijała się w rytm europejskich przemian kulturowych. Najwybitniejszym przedstawicielem średniowiecza była tworząca pisma mistyczne katolicka współpatronka Europy, święta Brygida Szwedzka (ok. 1302–1373). Następnym okresem, gdy na gruncie literatury szwedzkiej pojawiły się osobowości o formacie ogólnoeuropejskim, było oświecenie. Warto tutaj wspomnieć przyrodnika Karola Linneusza (1707–1778), mistyka Emanuela Swedenborga (1688–1772) i barda Carla Michaela Bellmana (1740–1795). Swoją obecność w kulturze światowej zaznaczyli też Szwedzi na przełomie XIX i XX wieku naturalistycznymi i mistycznymi dramatami autorstwa Augusta Strindberga (1849–1912) oraz żywą prozą Selmy Lagerlöf (1858–1940). Ich osiągnięciom dorównał w XX wieku eksperymentator, poeta, prozaik i dramaturg Pär Lagerkvist (1891–1974). Popularność zdobyły napisane w języku szwedzkim dzieła Astrid Lindgren (1907–2002), autorki między innymi Dzieci z Bullerbyn oraz Tove Jansson (1914–2001), twórczyni świata Muminków.

## Czasy przedhistoryczne

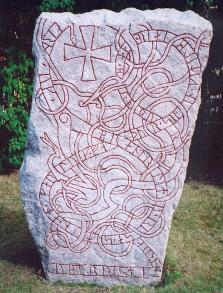
Kamień runiczny U Fv1976;107, znajdujący się przy katedrze w Uppsali

Świadectwa początków tradycji literackich Szwecji zachowały się do naszych czasów jedynie w formie szczątkowej, gdyż utwory były w tamtych czasach przekazywane ustnie. O istnieniu bogatej kultury oralnej świadczą na przykład informacje przekazane przez Adama z Bremy (ok. 1040–1081) na temat pieśni śpiewanych w pogańskiej świątyni w Uppsali.
Pewne ułamki utworów literackich przetrwały do naszych czasów także dzięki kamieniom runicznym, na których czasami można spotkać zapisane futharkiem fragmenty o charakterze poetyckim. Za jeden z najważniejszych szwedzkich zabytków runicznych uważany jest kamień z Rök, którego inskrypcja została wyryta około połowy IX w. Istotnym zabytkiem świadczącym o istnieniu oralnej kultury literackiej jest kamień z Ramsund (wyryty ok. roku 1000), który przedstawia w formie obrazków skomplikowaną legendę o Sygurdzie Fafnesbane, znaną także jako Saga rodu Wölsungów.
Część tradycji literatury szwedzkiej przetrwała prawdopodobnie w utworach tradycyjnie łączonych z innymi literaturami. Odnotowuje się na przykład fakt, że istotne fragmenty Heimskringli (ok. 1225) Snorriego Sturlusona (1179–1241), zwyczajowo wiązane z literaturą islandzką lub norweską, osadzone są w szwedzkich realiach okolic Gamla Uppsali. Należący do literatury angielskiej poemat Beowulf (wersja ustna ustalona ok. VIII wieku) w dużej części także opiera się na wątkach związanych z terenami Szwecji.

## Średniowiecze i unia kalmarska (ok. 1100–1523/1527)

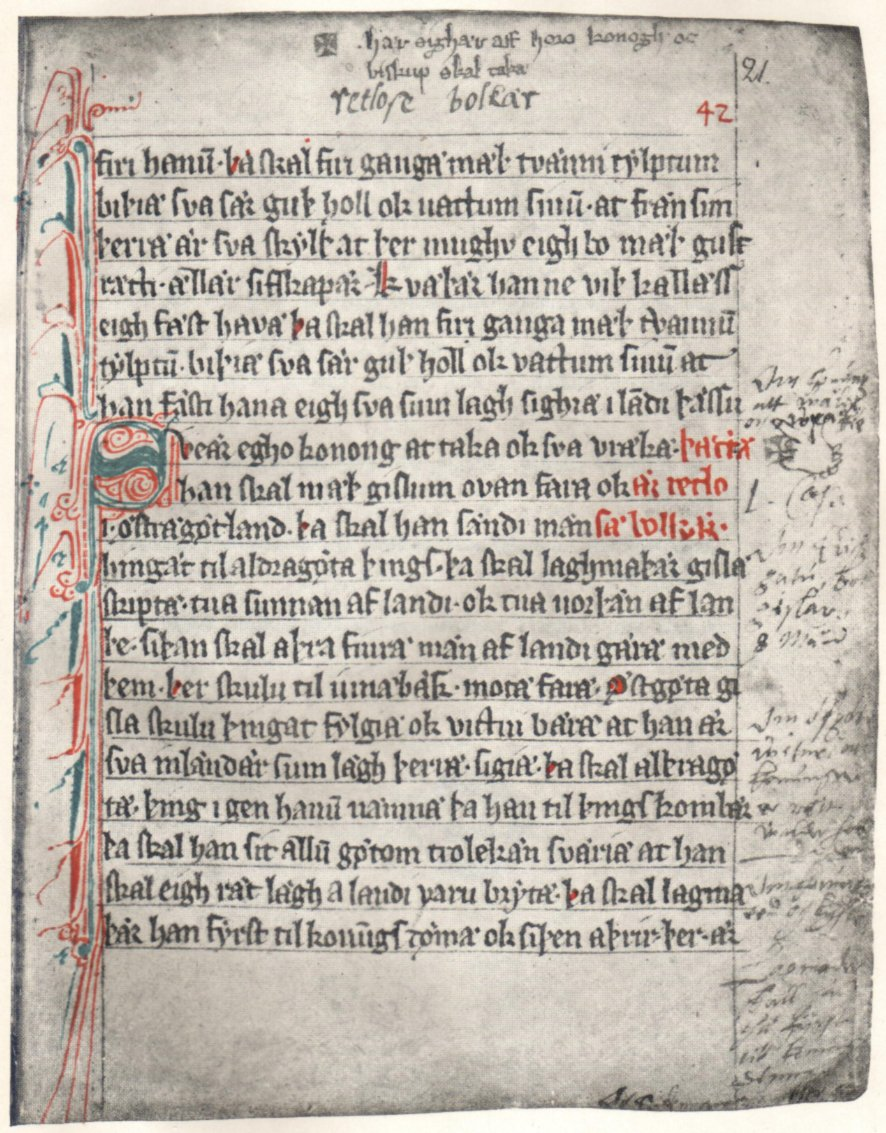
Karta rękopisu Äldre Västgötalagen (ok. 1220)

Najstarszymi średniowiecznymi zabytkami literatury szwedzkiej są zwody praw dzielnicowych z XIII wieku. Za najstarsze z nich uważane jest prawo dzielnicowe Västergötlandu (tzw. starsze, den äldre Västgötalagen, zredagowano ok. 1220). W tym samym XIII wieku żył Petrus de Dacia (lata 30. XIII wieku–1289), uważany za pierwszego szwedzkiego pisarza. Wraz z rozprzestrzenianiem się chrześcijaństwa zaczęła się pojawiać także literatura religijna, na którą składały się tłumaczenia oficjów, hymnów i fragmentów Biblii oraz różnego rodzaju egzempla. Ważnym zbiorem takich egzemplów była Fornsvenska legendariet (Staroszwedzka legenda) z przełomu XIII i XIV wieku.
Na początku XIV wieku w Szwecji pojawiła się literatura dworska. Z polecenia królowej Eufemii, żony norweskiego króla Håkona V Magnussona, zostały przeniesione na grunt języka szwedzkiego trzy, znane na kontynencie europejskim, romanse rycerskie (Eufemiavisor – Pieśni Eufemii). W spisanej w okresie małoletniości króla Magnusa Erikssona (lata 20. XIV w.) Erikskrönika (Kronice Eryka) znalazł się między innymi, stworzony całkowicie z inspiracji politycznych, opis walki o władzę z okresu około roku 1300. Obie te księgi zostały zapisane w popularnej w średniowieczu formie wierszowej zwanej knittelvers. Największą jednak pisarką tych czasów była święta Brygida (ok. 1302–1373), która w Objawieniach (szw. Himmelska uppenbarelser) przedstawiała swoje natchnione wizje oraz atakowała wrogów politycznych i kościelnych.
Czasy unii kalmarskiej przyniosły obniżenie jakości twórczości literackiej. Z okresu tego pochodzą, między innymi, pieśni autorstwa biskupa Strängnäs, Tomasza (ok. 1380–1443): Engelbrektsvisan (Pieśń Engelbrekta), której ostatnie strofy nazywane są Frihetsvisan (Pieśń wolności), oraz krótsza Trohetsvisan (Pieśń wierności).
Warte uwagi są też nordyckie ballady, które w tradycji ludowej, jako swego rodzaju eposy, przetrwały bardzo długo i miały wpływ na literaturę aż po wiek XX (utwory te, ze względu na niechęć hierarchii kościelnej, zaczęto spisywać dopiero w XVI wieku). W tradycji ludowej przekazywane były też drobne formy o cechach literackich (zagadki, przysłowia).

## Reformacja i epoka wielkości (1527–1721)

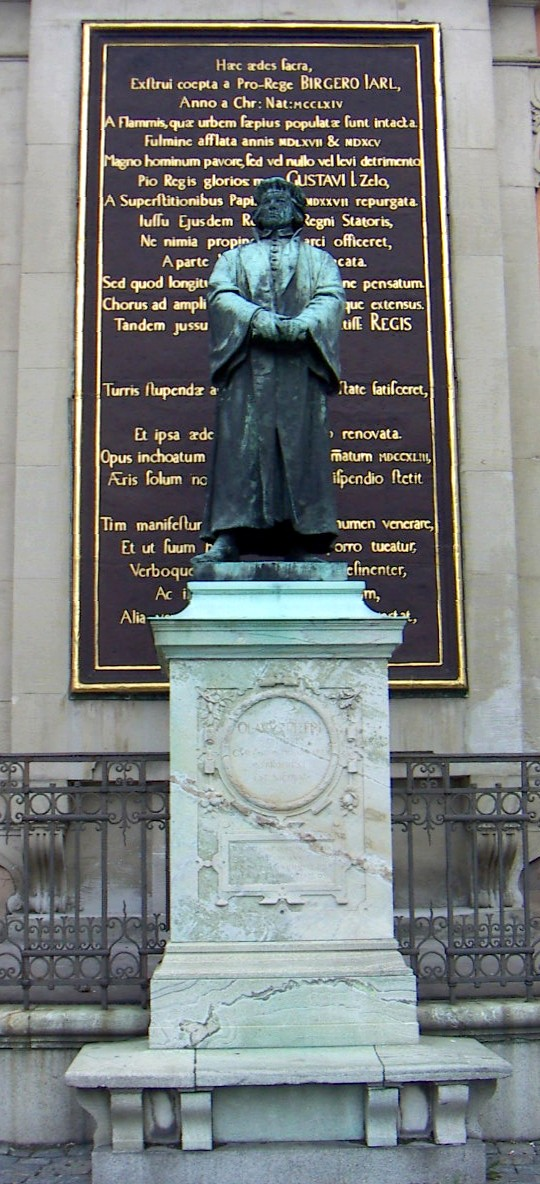
Pomnik Olausa Petri przy Storkyrkan w Sztokholmie (autorstwa Theodor Lundberg)

W czasie reformacji nastąpiła stagnacja w literaturze szwedzkiej. Po okresie unii kalmarskiej, gdy centrum władzy i kultury znajdowało się w Danii, a lokalni możnowładcy zajmowali się potyczkami politycznymi, a nie rozwojem kulturalnym kraju, następny okres nie był bardziej szczęśliwy. Król Gustaw I Waza musiał przede wszystkim zapewnić niezależność państwa, która to wartość osiągana była kosztem rozwoju kulturowego kraju. Jego synowie i następcy, Eryk XIV Waza i Jan III Waza, choć dbali o poprawę tej sytuacji, nie zdołali przezwyciężyć wieloletnich zaniedbań w tej dziedzinie. W tym czasie zaznaczył się, wynikający z kulturowych związków reformacji, silny wpływ języka średnio-dolno-niemieckiego.
W roku 1541 wydano tłumaczenie Pisma Świętego, Biblię Gustawa Wazy, które z drobnymi zmianami (m.in. rewizja tekstu w Biblii Karola XII) wydawane było regularnie do roku 1917. Stanowiło ono istotny element kształtowania się jednolitego języka szwedzkiego. W czasach tych zdecydowanie dominowała literatura religijna wspierająca ruch reformacji. W jej tworzeniu kluczową rolę odegrał Olaus Petri (1493–1552), który był jednym z najważniejszych tłumaczy Biblii Gustawa Wazy oraz przetłumaczył i stworzył wiele szwedzkich psalmów oraz dużą liczbę własnych, oryginalnych pism religijnych. Był on także autorem jednego z dość nielicznych pozareligijnych utworów tego okresu: En swensk cröneka (Szwedzka kronika), opisującego dzieje Szwecji do 1520 roku.
Pod koniec tego okresu pojawiła się przestrzeń, w której mogła zaistnieć literatura świecka. Jej głównym autorem był Lars Wivallius (1605–1669), jeden z największych awanturników tych czasów. Jego wiersze były nasycone miłością do wolności i natury. Z kolei Johannes Messenius (ok. 1579–1636) był pierwszym pisarzem, który tworzył na ziemi szwedzkiej dramaty o tematyce świeckiej.
Literatura baroku wkroczyła do Szwecji w XVII wieku. Częste kontakty z Europą kontynentalną wynikające z wojen prowadzonych przez Szwecję w pierwszej połowie tego wieku doprowadziły do zaszczepienia na gruncie szwedzkim właściwych dla tej epoki form literackich. Dużą rolę w stymulowaniu twórczości literackiej grał w połowie XVII wieku dwór królowej Krystyny.

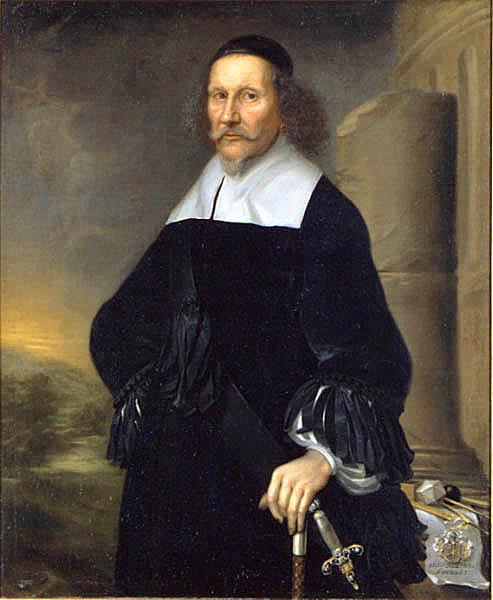
Georg Stiernhielm (obraz David Klöcker Ehrenstrahl, 1663)

Głównym przedstawicielem literatury tych czasów był Georg Stiernhielm (1598–1672), który próbował ustanowić podwaliny szwedzkiej poezji poprzez naśladownictwo antyku. Napisany heksametrem epos Hercules (Herkules, 1658) inspirował cały szereg jego następców. Zainteresowanie klasycznymi formami poetyckimi spowodowało, że w 1651 roku pojawił się pierwszy napisany po szwedzku systematyczny opis form poetyckich Manuductio ad Poesin Svecanam, thet är, en kort Handledning til thet Swenske Poeterij, Verss- eller Rijm-Konsten (Szwedzka poetyka, 1651), autorstwa Andreasa Arvidiego (ok. 1620–1673).
W czasach tych swój punkt szczytowy przeżywał też rozumiany dosłownie szwedzki gotyzm, którego wyznawcą był m.in. Georg Stiernhielm, a którego ukoronowanie stanowiło dzieło historyczne Atland eller Manheim (Atlantyda lub Manheim, 1677–1702), autorstwa Olausa Rudbecka (1630–1702). Na szczególną uwagę zasługuje też poezja bachiczna oraz religijna autorstwa Lucidora (Larsa Johanssona, 1638–1674), który uważany jest często za największy talent poetycki tego okresu.
W latach 70. XVII w. liryka barokowa osiągnęła swój punkt szczytowy, jeśli chodzi o liczbę tworzonych utworów. Pochodzące z tego okresu psalmy, a także wiersze okolicznościowe pisane na śluby i pogrzeby, wyrażały z jednej strony niepohamowaną radość życia, a z drugiej strach przed śmiercią. Utwory te były pisane pod wpływem włoskiego marinizmu, a do najważniejszych poetów uprawiających ten styl należeli Gunno Dahlstierna (1661–1709), Israel Holmström (ok. 1660–1708), Johan Runius (1679–1713) i Jacob Frese (1690–1729).
Szwedzki dramat tego okresu nie przyniósł żadnych wybitnych dzieł, jednak warto nadmienić, iż po raz pierwszy utwory dramatyczne zaczęły służyć rozrywce. Wartym odnotowania twórcą dramatycznym tego okresu był Urban Hiärne (1641–1724).

## Klasycyzm, oświecenie i epoka przedromantyczna (1721–1809)
W 1732 roku ujrzał światło dzienne pierwszy numer pierwszego szwedzkiego tygodnika moralistyczno-satyrycznego, Then swänska Argus. Jego redaktorem naczelnym był Olof von Dalin, który kierował pismo do publiczności mieszczańskiej. Dalin pisał wiersze pod wpływem pochodzącego z Francji klasycyzmu, a w późniejszym okresie zasłynął jako poeta nadworny. Spisane przez niego dzieło historyczne Svea rikes historia (Historia królestwa Szwecji, 1747–1762), doprowadzone do czasów Gustawa II Adolfa, rozprawiało się z mitem o pochodzeniu Szwedów od plemienia Gotów.
Wśród współczesnych Dalina wyróżniała się Hedvig Charlotta Nordenflycht (1718–1763), która była jego największą konkurentką. Jej liryka miała częściowo charakter osobisty i uczuciowy, a częściowo poświęcona była walce o intelektualne prawa kobiet.
Charakterystyczne jest to, iż w okresie oświecenia do literatury trafili ludzie o typowo naukowych zainteresowaniach. Emanuel Swedenborg (1688–1772), który początkowo zajmował się działalnością badawczą w zakresie nauk przyrodniczych, po przejściu kryzysu duchowo-psychologicznego około roku 1736 zaczął spisywać swoje mistyczne wizje. Utwory te wywarły silny wpływ nie tylko na literaturę szwedzką, ale także na całą kulturę europejską. Z kolei Karol Linneusz (1707–1778) trafił do literatury dzięki swoim spisanym po szwedzku raportom z podróży w różne części Szwecji (Dalarna, Västergötland, Skania, Smalandia, Laponia, Olandia i Gotlandia). Ich walory literackie, wynikające ze szczególnej elegancji stylu i osobistego tonu przedstawienia, sprawiły, że Linneusz bywa zaliczany do największych stylistów XVIII-wiecznej Szwecji.

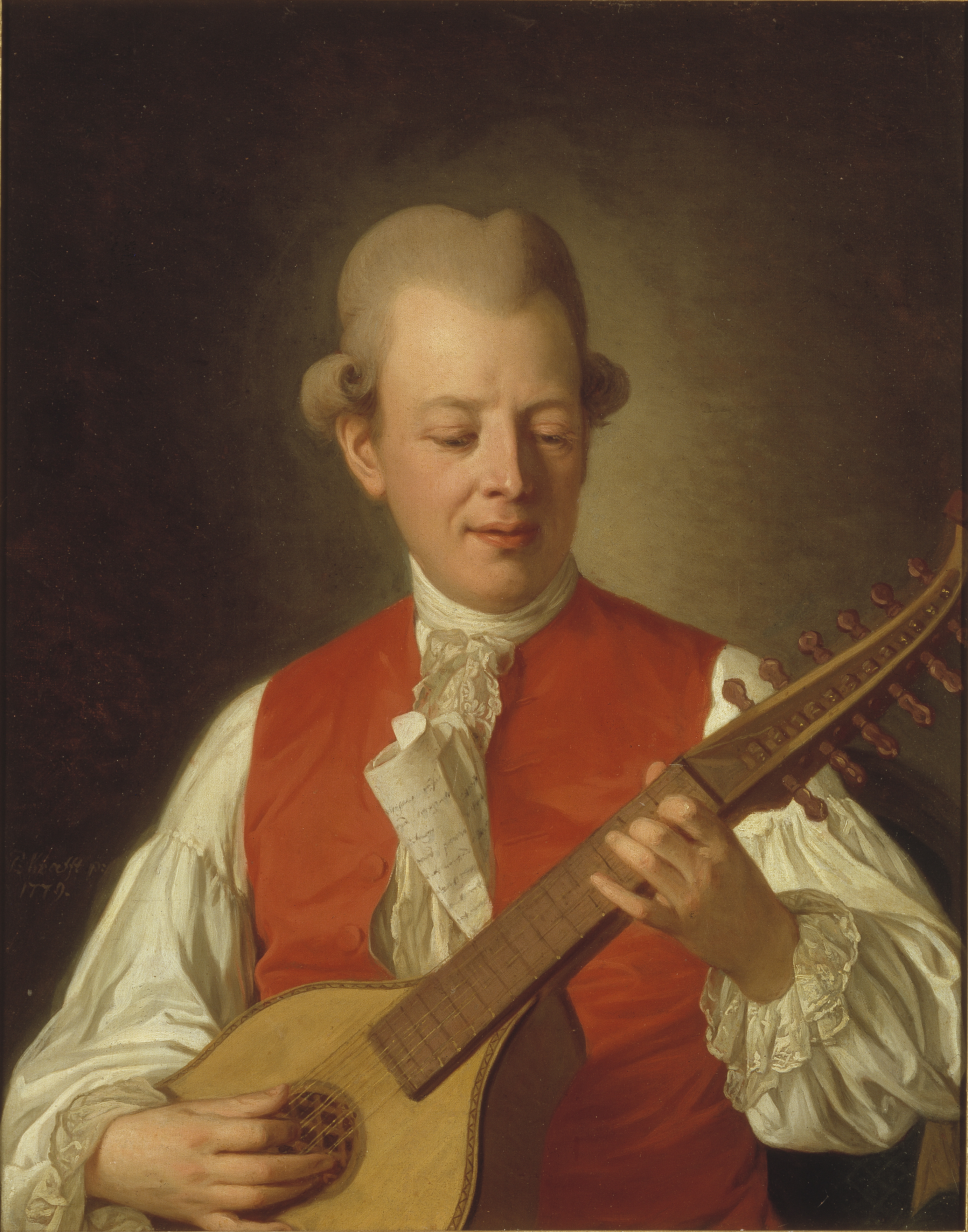
Carl Michael Bellman. Portret autorstwa Pera Kraffta starszego (1779)

Jedyne w swoim rodzaju miejsce w literaturze tego okresu zajmuje bard Carl Michael Bellman (1740–1795), który w swoich pieśniach z Fredmanowskich posłań i pieśni (szw. Fredmans epistlar) stworzył wyjątkowe, doskonale broniące się do dziś połączenie tekstu i muzyki.
Późniejszy okres oświecenia w Szwecji znajdował się pod silnym wpływem dworu królewskiego. Gustaw III był wielkim mecenasem sztuki końca XVIII wieku. Z jego inicjatywy powstała Opera Królewska (1773) oraz Akademia Szwedzka (1786). Okres ten bywa nazywany erą gustawiańską. Działalność monarchy spowodowała wzrost rangi literatury, jednak najzdolniejsi twórcy, ceniąc swą niezależność, tworzyli w pewnej opozycji do tego nurtu.
Dwoje najważniejszych przedstawicieli późniejszego etapu szwedzkiego oświecenia to Johan Henric Kellgren (1751–1795) oraz jego następczyni Anna Maria Lenngren (1754–1817). Oboje przyciągnęli wielu czytelników, ponieważ współpracowali z czasopismem Stockholms Posten, które w tym czasie było głównym nośnikiem i propagatorem idei oświeceniowych w Szwecji. Kellgren przede wszystkim bronił oświecenia przed będącymi pod wpływem Pieśni Osjana, prac filozoficznych Rousseau i utworów młodego Goethego reprezentantami prądów przedromantycznych, na przykład Thomasem Thorildem (1759–1808) i Bengtem Lidnerem (1757–1793).

## Romantyzm i realizm (1809–1870)

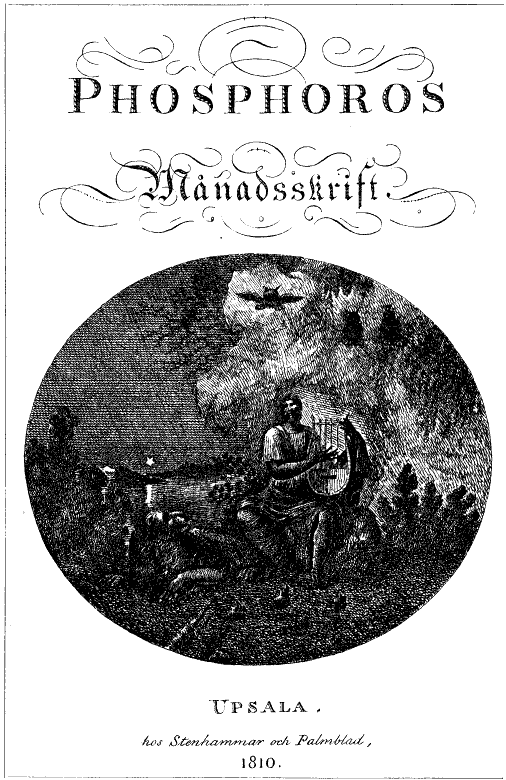
Pismo Phosphoros (czasopismo),
okładka z 1810 r.

W 1810 roku pojawiły się dwa pisma literackie – Polyfem w Sztokholmie i Phosphoros w Uppsali – które przeciwstawiały się klasycyzmowi z kręgu Akademii Szwedzkiej i przyczyniły się do rozwoju romantyzmu. Wokół nich zgromadziła się grupa twórców określana nazwą nowi romantycy (szw. nyromantikerna). Do jej członków należał Per Daniel Atterbom (1790–1855), który stał się jednym z najważniejszych przedstawicieli tej epoki w Szwecji. Przyjaciel Atterboma Erik Gustaf Geijer (1783-1847), a także Esaias Tegnér (1782–1846) reprezentowali romantyzm o charakterze narodowym, który odwoływał się do staronordyckiej historii i tradycji szwedzkiego gotyzmu. Geijer w swoim wierszu Vikingen (Wiking) wprowadził do literatury wikingów, którzy byli głównymi bohaterami Frithiofowej sagi (szw. Frithiofs saga) Tegnéra i wielu późniejszych tekstów. Znaczącą rolę w propagowaniu szwedzkiej ludowości oraz tradycji nordyckiej w literaturze religijnej tych czasów odegrał Johan Olof Wallin (1779–1839), który był głównym redaktorem i twórcą wielu utworów ze szwedzkiego zbioru psalmów z początku XIX wieku (1819 års psalmbok).
Największym poetą szwedzkiego romantyzmu był Erik Johan Stagnelius (1793–1823), który umarł, mając zaledwie trzydzieści lat, i zaczął zdobywać znaczenie dopiero po śmierci.
Na przełomie lat 30. i 40. XIX wieku napięcie społeczne między nurtami konserwatywnym i liberalno-burżuazyjnym spowodowało zwrócenie się literatury ku mimetyzmowi. W tym okresie pojawiły się też pierwsze godne odnotowania powieści. Jednym z pierwszych utworów tego typu, jeszcze mocno przesyconym ideami romantyzmu, był Drottningens juvelsmycke (Klejnot królowej) Carla Jonasa Love Almqvista (1793–1866) z 1834 roku. Pięć lat później, w 1839 roku, Almqvist opublikował powieść Det går an (To uchodzi), w której stawiał pod znakiem zapytania instytucję małżeństwa, opisując żyjącą wspólnie parę niemającą ślubu kościelnego. Powieść ta, która doprowadziła do załamania kariery urzędniczej Almqvista, świadczyła o zwrocie literatury ku lepiej nadającemu się do ukazywania problemów społecznych realizmowi. W ramach tego prądu największe sukcesy święciły trzy kobiety: Fredrika Bremer (1801–1865), Sophie von Knorring (1797–1848) i Emilie Flygare-Carlén (1807–1892). Pierwsza z nich w największym stopniu poprzez swoje utwory (na przykład powieść Hertha z 1856) zaznaczyła wysiłki emancypacyjne kobiet tych czasów.
W okresie tym tworzyli również wybitni poeci. W języku szwedzkim tworzył mieszkający w Finlandii Johan Ludvig Runeberg (1804–1877), którego początkowo idylliczne wiersze oparte były na ludowhch wątkach. Z czasem jednak zwrócił się ku poezji religijnej, a w późniejszym okresie heroicznej, opisującej dzieje walki narodowej w czasie wojny rosyjsko-szwedzkiej 1808–1809. W Szwecji właściwej zaś tworzył Viktor Rydberg (1828–1895), którego literatura pełna była zaangażowania w idee rewolucji francuskiej i liberalizmu. Ten ostatni oprócz wierszy tworzył także prozę – jego powieść Den siste athenaren (Ostatni Ateńczyk) z 1859 roku stanowi krytykę dogmatycznego chrześcijaństwa.

## Naturalizm i początek XX wieku (1870–1914)

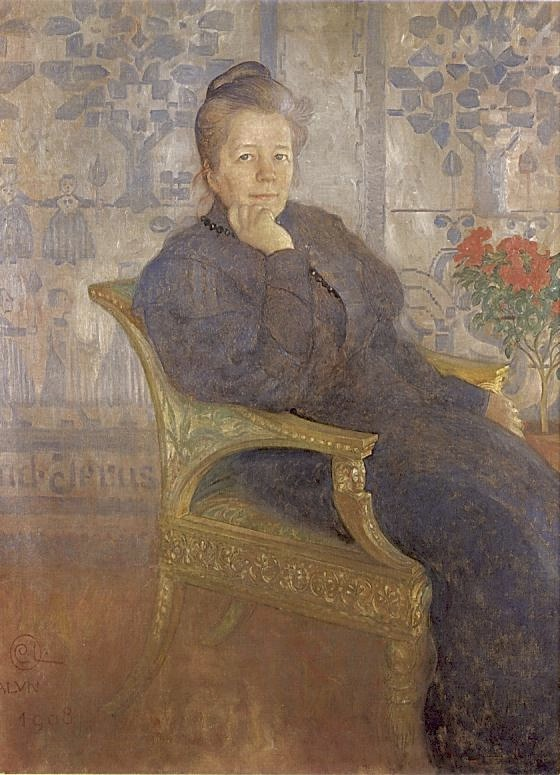
Selma Lagerlöf (obraz Carla Larssona, 1909)

Do najznakomitszych pisarzy tego okresu należeli przede wszystkim August Strindberg (1849–1912) i Selma Lagerlöf (1858–1940). Strindberg w 1879 roku dokonał przełomu w szwedzkiej literaturze swoją pierwszą powieścią Czerwony Pokój (szw. Röda rummet). Następnie napisał kilka mniejszych utworów, by w końcu zwrócić się ku teatrowi. Naturalistycznymi dramatami Ojciec (szw. Fadren, 1887) i Panna Julia (szw. Fröken Julie, 1888) zdobył sobie międzynarodowe uznanie, które utrwalił dzięki napisanym później, zupełnie odmiennym stylistycznie symbolistycznym utworom: Gra snów (szw. Ett drömspel, 1902) i Sonata widm (szw. Spöksonaten, 1907).
Laureatka Nagrody Nobla, Selma Lagerlöf, wystąpiła po raz pierwszy publicznie z powieścią Gösta Berling (szw. Gösta Berlings saga, 1891). Inna ważna jej książka, Cudowna podróż (szw. Nils Holgerssons underbara resa genom Sverige I-II, 1906–1907), była w zamyśle ułożonym w zabawną formę podręcznikiem do szwedzkiej geografii.

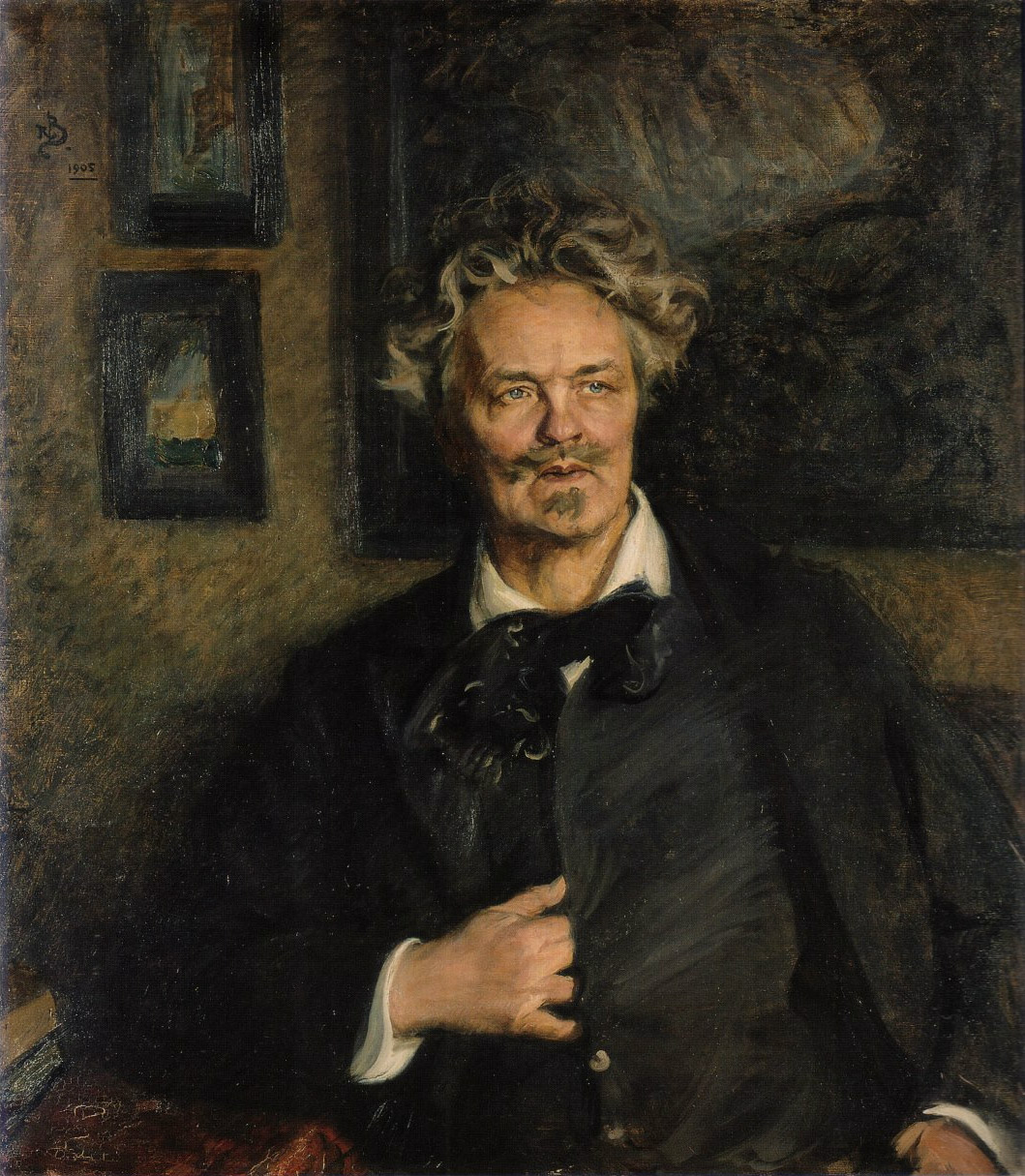
August Strindberg w 1905 roku (obraz Richarda Bergha)

Te dwie największe postacie szwedzkiego piśmiennictwa tego czasu wkraczały w literaturę w różnych okresach. Debiut Strindberga przypadał na moment, gdy w wyniku wpływów duńskich (Georg Brandes) i norweskich (Henrik Ibsen) szczególnej siły nabrał nurt realistyczny, propagowany przez ruch zwany Det unga Sverige (Młoda Szwecja) lub åttiotalisterna („pokolenie lat osiemdziesiątych”). Najważniejsi przedstawiciele tej grupy to: główny ideolog, Gustaf af Geijerstam (1858–1909), Anne Charlotte Leffler (1849–1892) oraz jeden z najważniejszych krytyków literackich końca XIX i początku XX wieku – Oskar Levertin (1862–1906). Silny ośrodek literacki w tym okresie stanowiła Skania, z której wywodzili się tacy autorzy jak Albert Ulrik Bååth (1853–1912), Ola Hansson (1860–1925), Victoria Benedictsson (1850–1888).
Ostatnia dekada XIX wieku stała pod znakiem odwrotu od form realistycznych ku przekazom kładącym mocniejszy nacisk na uczucia, witalność oraz tradycję. Taki klimat stworzył esej programowy Renässans (Renesans) Vernera von Heidenstama (1859–1940) z roku 1889 i to właśnie on utorował drogę debiutowi Selmy Lagerlöf. Sam Heidenstam, który został później noblistą, był autorem pełnych siły witalnej wierszy oraz utworów historycznych, np. Svenskarna och deras hövdingar (Szwedzi i ich wodzowie, 1908–1910). Równie silnym głosem poetyckim tej dekady był Gustaf Fröding (1860–1911), który dysponował mistrzowskim opanowaniem form poetyckich i nadzwyczajną zdolnością opisywania postaci w wierszach przy jednoczesnej umiejętności wyrażania współczucia w cierpieniu. Trzecią najważniejszą postacią tego okresu był pośmiertny laureat Nagrody Nobla, Erik Axel Karlfeldt (1864–1931), który łączył w swej liryce w niezwykle udany sposób symbolistyczną formę z wiejskimi korzeniami i tradycją.
Pierwsza dekada XX wieku stała pod znakiem dekadentyzmu. Głównym jego reprezentantem w literaturze szwedzkiej był Hjalmar Söderberg (1869–1941), którego utwory odmalowywały z ogromną stylistyczną elegancją pesymistyczny obraz człowieka – jego bohaterowie to pozbawieni wszelkiej godności próżniacy. Debiutancką powieścią Söderberga są Förvillelser (Zabłąkania, 1895), jego pierwsze arcydzieło to skandalizująca książka Doktor Glas (szw. Doktor Glas, 1905), zaś Niebłahe igraszki (szw. Den allvarsamma leken, 1912) jest jedną z klasycznych pozycji szwedzkiej literatury miłosnej.
Do najważniejszych poetów tego okresu należą symbolista i modernista Vilhelm Ekelund (1880–1949) oraz operujący dekadencką atmosferą podobną do książek Söderberga Bo Bergman (1869–1967).

## Wojny światowe i okres międzywojenny (1914–1945)

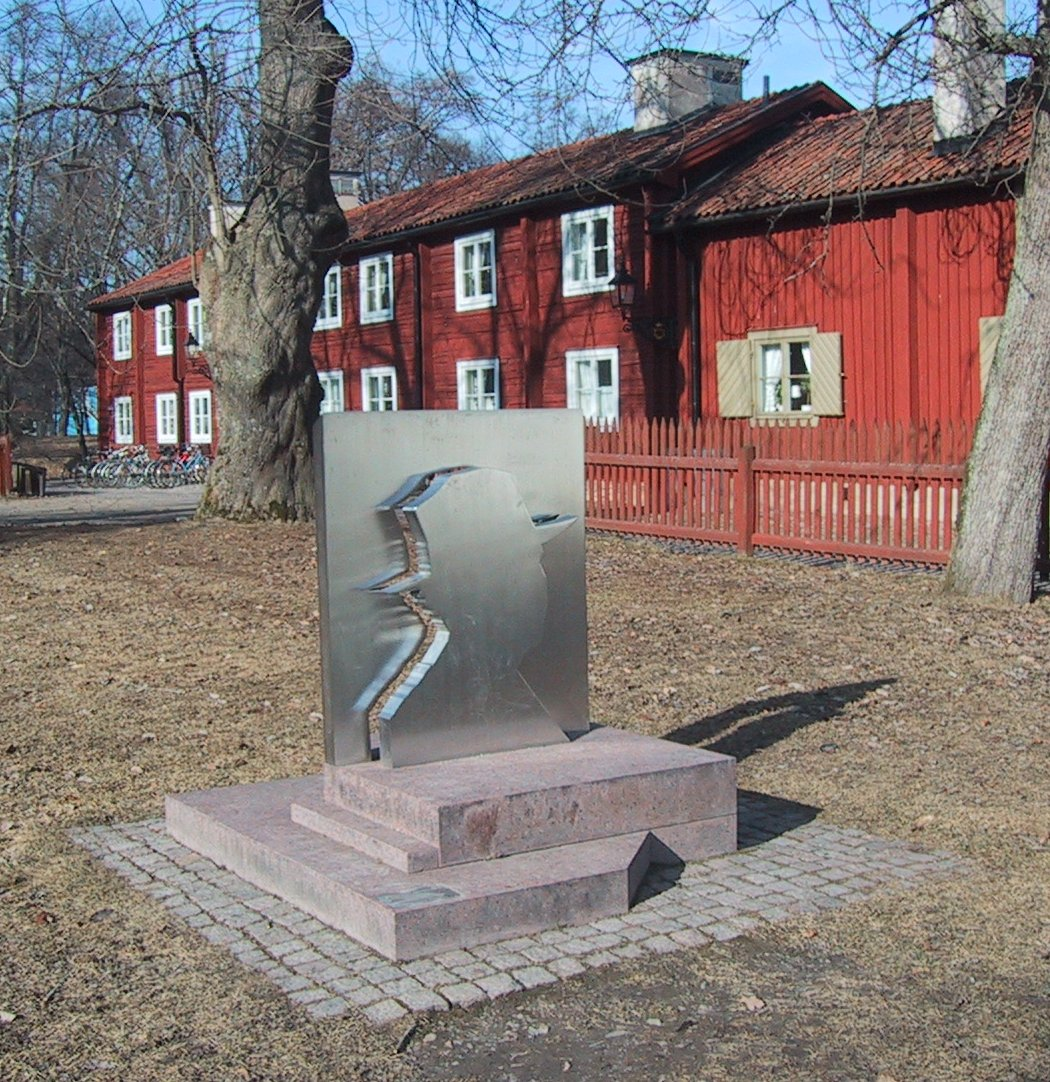
Profil Hjalmara Bergmana, muzeum na otwartym powietrzu w Wadköping (muzeum) (fot. Lars Aronsson, 2003)

Literatura po roku 1914 bardziej niż dotychczas skłaniała się ku problemom niższych warstw społecznych. Krytyczne przedstawienie mieszczaństwa opierane było na własnych doświadczeniach autorów, a w latach 20. i 30. przybrało formę utworów autobiograficznych. W okresie tym na szczególną uwagę zasługują Hjalmar Bergman (1883–1931), który w humorystyczny i zabawny sposób opisywał złe strony ludzkiej natury, a którego Makurells in Wadköping (Makurellowie w Wadköping, 1919) opisywały miejską społeczność szwedzkiego małego miasteczka. Oprócz niego Sigfrid Siwertz (1882–1970), Gustaf Hellström (1882–1953), Ludvig Nordström (1882–1942) i Elin Wägner (1882–1949) portretowali ówczesną Szwecję przechodzącą przemianę ze społeczeństwa tradycyjnego w społeczeństwo przemysłowe. Sigfrid Siwertz opisał w swojej powieści Selambowie (szw. Selambs, 1920) różne rodzaje aspołecznego egoizmu; Gustaf Hellström w Snörmakare Lekholm får en idé (Koronkarz Lekholm wpadł na pomysł, 1927) ukazał wielopokoleniową historię rodziny, która czyniła wielkie wysiłki, aby wyedukować swoje dzieci; Ludvig Nordström w Landsorts-bohème (Bohema z małego miasteczka, 1911) przedstawił rabelaisowskie studium prowincjonalnej degeneracji; Elin Wägner – nowoczesną, pracującą zawodowo kobietę w Norrtullsligan (Norrtullska banda, 1908) oraz walkę o prawa wyborcze kobiet w Pennskaftet (Obsadka, 1910). Powieści o podobnej tematyce pisali także Agnes von Krusenstjerna (1894–1940), Olle Hedberg (1899–1974) i Fritiof Nilsson Piraten (1895–1972).

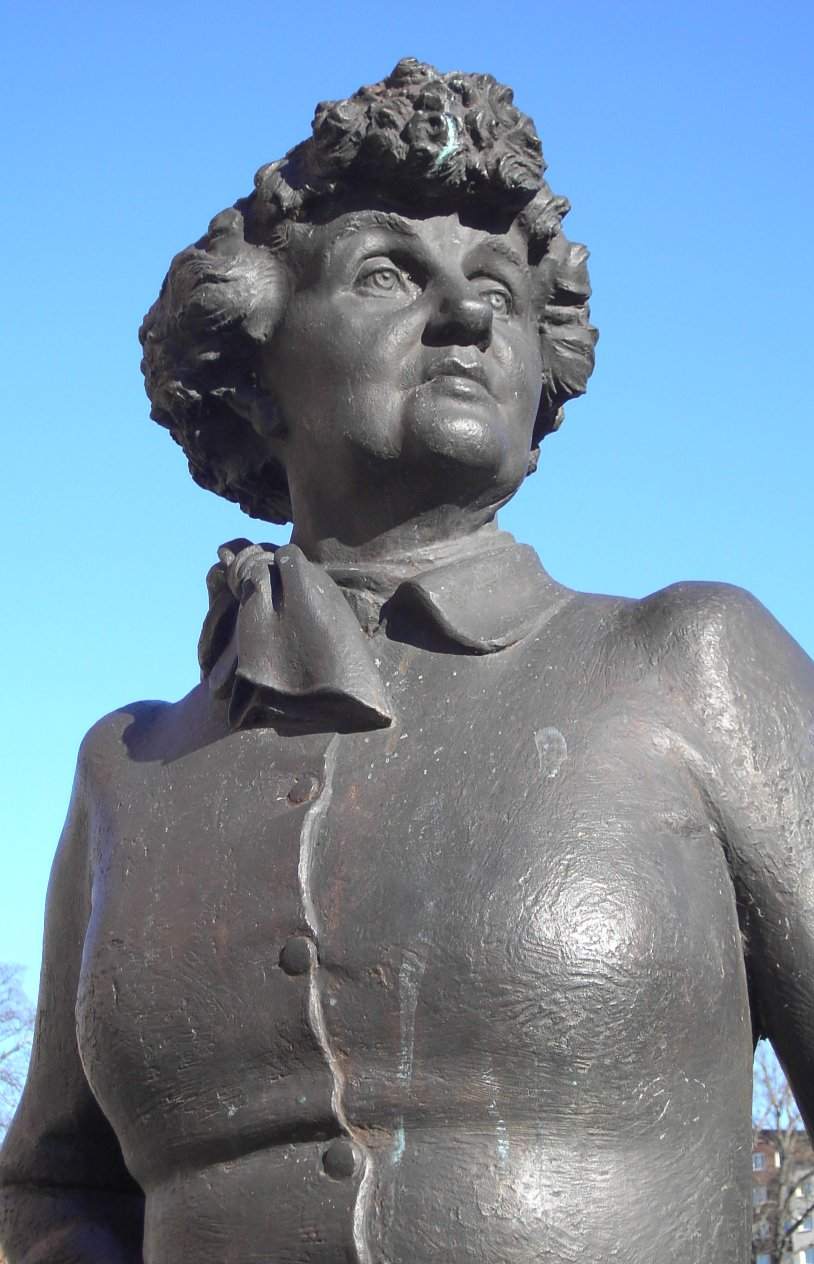
Moa Martinsson. Pomnik w Norrköping

Autorzy pochodzący z klasy robotników czy drobnych chłopów, przeważnie samoucy, przedstawiali w powieściach na motywach autobiograficznych socjalną niedolę swojego środowiska. Pierwszym autorem z tej grupy, który zdobył szersze uznanie, był Martin Koch (1882–1940) ze swoim Arbetare, en historia om hat (Robotnicy, historia gniewu, 1912). Oprócz niego do tej grupy zaliczają się Vilhelm Moberg (1898–1973), który ukazywał walkę drobnych rolników z nowymi czasami, ale jest najbardziej znany ze swojego cyklu emigracyjnego: Emigranci (szw. Utvandrarna, 1949), Imigranci (szw. Invandrarna, 1952), Nybyggarna (Osadnicy, 1956), i Sista brevet till Sverige (Ostatni list do Szwecji, 1959); Ivar Lo-Johansson (1901–1990) oraz Jan Fridegård (1897–1968) pokazywali mroczne życie komorników, jak choćby w Godnatt, jord (Dobranoc, ziemio, 1933) Lo-Johanssona; zaś Moa Martinsson (1890–1964) opisywała trudną codzienność robotnic w fabrykach, widoczną choćby w powieści Mor gifter sig (Matka wychodzi za mąż, 1936).
Liryka szwedzka znalazła się pod silnym wpływem modernizmu. Nurt ten został zapoczątkowany przez pochodzących z Finlandii autorów tworzących w języku szwedzkim. Byli to m.in. Gunnar Björling (1887–1960), Elmer Diktonius (1896–1961) i Edith Södergran (1892–1923).
Tak jak w ostatnich latach XIX wieku postaciami najwyższej rangi byli Selma Lagerlöf i August Strindberg, w czasach po I wojnie światowej podobnie wysoko ceniono twórczość noblisty Pära Lagerkvista (1891–1974). Zaznaczył on swoją aktywność we wszystkich rodzajach literatury. W swoich esejach programowych z czasu I wojny światowej wypracował nowy, ekspresjonistyczny styl literacki, który rozwinął w swoich wierszach, dramatach i częściowo w prozie. Szczególnie warte uwagi są zbiór wierszy Ångest (Trwoga, 1916), który zaznaczył początek nowoczesnej liryki w Szwecji, a także powstałe pod wpływem rosnącego w siłę narodowego socjalizmu powieści Kat (szw. Bödeln, 1933) i Karzeł (szw. Dvärgen, 1944), ukazujące tkwiące w człowieku zło.

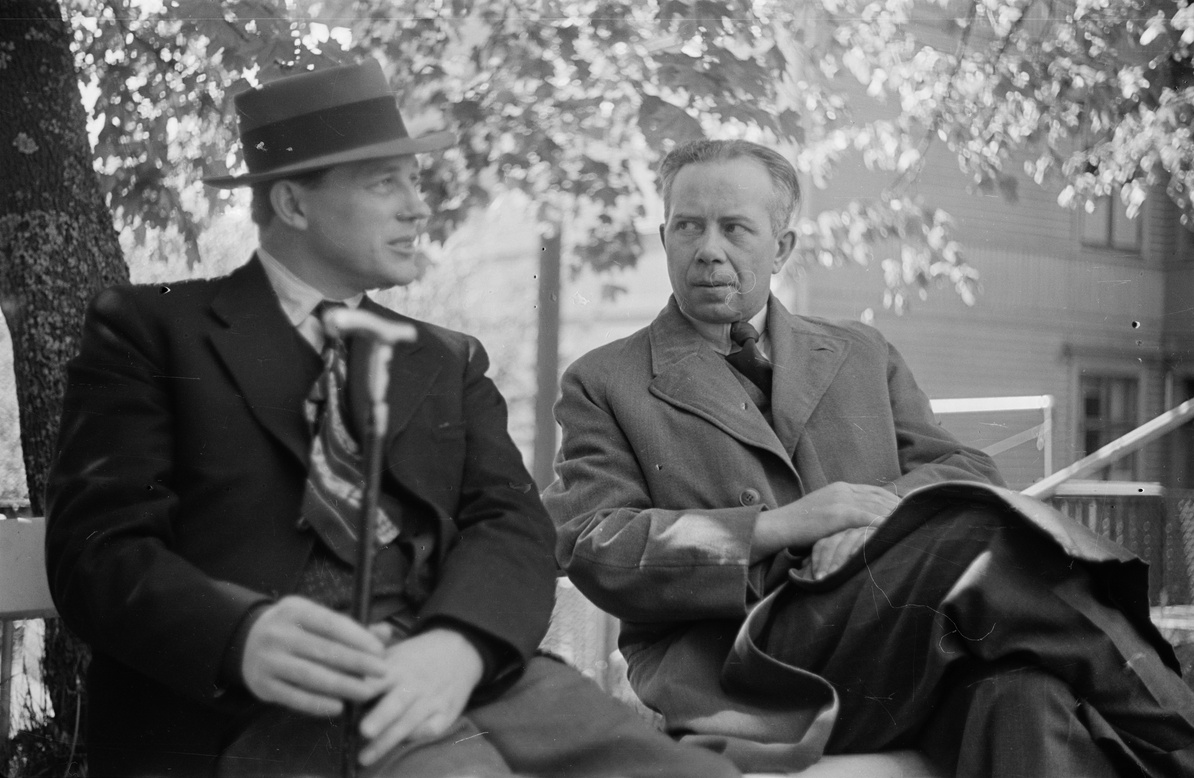
Harry Martinson i Ivar Lo-Johansson

Nowoczesną lirykę z wpływami ekspresjonizmu, futuryzmu i surrealizmu, zaprogramowaną przez Lagerkvista, tworzyli też Birger Sjöberg (1885–1929), którego styl najpełniej rozwinął się w zbiorze Kriser och kransar (Kryzysy i laury, 1926), Artur Lundkvist (1906–1991) oraz Harry Martinson (1904–1978). Tych dwóch ostatnich należało również do autorów znaczącego zbioru wierszy Fem unga (Pięciu młodych), który ukazał się w 1929. Obok nich należy wymienić Karin Boye (1900–1941), której wiersze naznaczone były wpływem idei socjalistycznych oraz psychoanalizy, oraz Gunnara Ekelöfa (1907–1968), najbardziej radykalnego przedstawiciela modernizmu. Spośród poetów okresu przedwojennego warto jeszcze wymienić Johannes Edfelt (1904–1997), Hjalmar Gullberg (1898–1961) i Nils Ferlin (1898–1961).
Na szwedzkiej literaturze wywarły swe piętno polityczne przemiany w Niemczech. Obok wspomnianych wcześniej utworów Lagerkvista Karin Boye w 1940 roku opublikowała powieść antyutopijną Kallocain (Kallokaina), zaś Eyvind Johnson (1900–1976) w latach 1941–1943 w cyklu Krillon wyraził swój sprzeciw wobec nazizmu.

## Po II wojnie światowej (1945–2000)

### Lata 40.

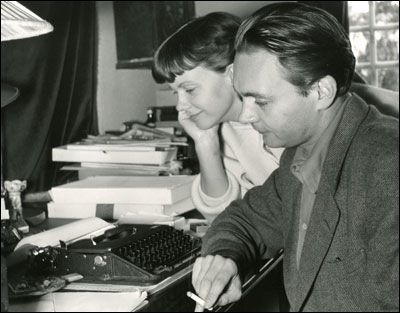
Stig Dagerman z żoną, Anitą Björk

W pierwszych latach po wojnie w literaturze szwedzkiej nastąpił prawdziwy przełom. Pytania egzystencjalne były – przede wszystkim w liryce – oddawane za pomocą eksperymentalnej i chaotycznej formy, wywodzącej się z modernizmu. Do poetów, którzy mocno zaznaczyli swoją obecność w tym nurcie, należeli Erik Lindegren (1910–1968), Karl Vennberg (1910–1995), Werner Aspenström (1918–1997), Elsa Grave (1918–2003) i Rut Hillarp (1914–2003). Do reprezentantów prozy w tym okresie należeli Lars Ahlin (1915–1997), który opisywał świat wyobrażeń i posługiwał się estetyką antynaturalistyczną szczególnie widoczną w jego debiutanckiej powieści Om (Jeśli) z roku 1946. Innym ważnym prozaikiem był Stig Dagerman (1923–1954), którego symboliczne i groteskowe powieści krążyły wokół skomplikowanych powiązań winy i strachu. Jedną z nich były Weselne kłopoty (szw. Bröllopbesvär) z 1949 roku.

### Lata 50.

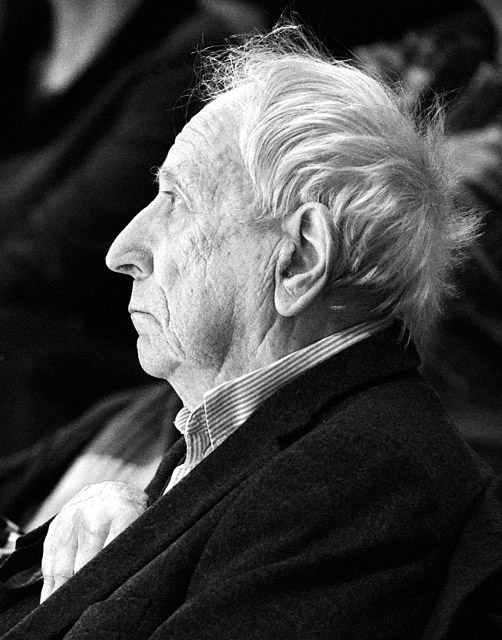
Tomas Tranströmer (luty 2014)

Z czasem jednak, już na początku lat 50., spośród powojennych eksperymentów formalnych wyłoniła się powieść realistyczna, której przedstawicielami byli m.in. Sara Lidman (1923–2004), opisująca w swojej powieści Bagienne maliny (szw. Hjortronlandet, 1955) życie drobnych rolników w Norrlandii. Powieść filozoficzną reprezentował Willy Kyrklund (1921–2009), którego Mästaren Ma z roku 1952 (Mistrz Ma) uważana jest za ważną powieść tej dekady. Pytania egzystencjalne i religijne stawiała w swojej prozie Birgitta Trotzig (1929–2011). Jej autorstwa była pesymistyczna powieść Między niebem a morzem (szw. En berättelse från kusten) z roku 1961. W latach 50. pojawiła się też pierwsza znacząca powieść Pera Andersa Fogelströma (1917–1998), Lato z Moniką (szw. Sommaren med Monika, 1951), portretująca życie w wielkim mieście. Inni znaczący prozaicy tych lat to Lars Gyllensten (1921–2006) oraz Tora Dahl (1886–1982).
W poezji lat 50. wyróżniali się Lars Forssell (1928–2007) i Tomas Tranströmer (1931–2015), którzy korzystali w swoich wierszach z nowoczesnych, opartych na konkrecie zdobyczy z zakresu środków wyrazu. Oprócz nich warto wspomnieć twórców takich jak Majken Johansson (1930–1993), Göran Printz-Påhlson (1931–2006), Folke Isaksson (ur. 1927), Bo Setterlind (1923–1991) oraz Sandro Key-Åberg (1922–1991).

### Lata 60.

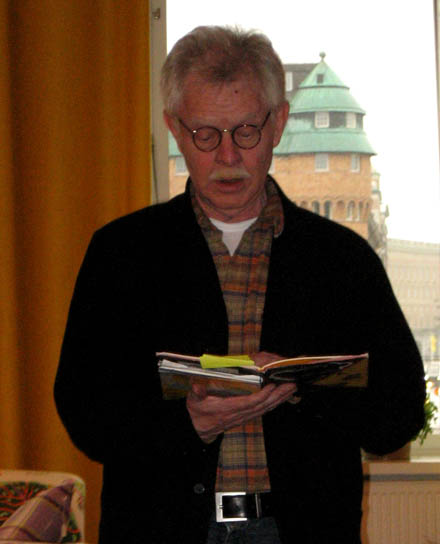
Poeta Gunnar Harding zadebiutował w latach 60.

W latach 60. literatura szwedzka zwróciła się ku problematyce społecznej obejmującej cały glob. Nowa świadomość polityczna, obejmująca również politykę światową, prowadziła do powstania utworów krytycznych wobec współczesnego społeczeństwa. Beletryzowany dokument i reportaż przechodziły kulminacyjny punkt rozwoju. Jan Myrdal (ur. 1927) w 1963 roku opublikował Rapport från en kinesisk by (Raport z chińskiej wioski). W nurt ten wpisywały się kroniki podróży po Ameryce Łacińskiej i Azji Svena Lindqvista (ur. 1932), Rozmowy w Hanoi, 1966 (szw. Samtal i Hanoi) wspomnianej wcześniej Sary Lidman, czy książki z reportażami z Afryki Pera Wästberga (ur. 1933). W dekadzie tej debiutował Per Olov Enquist (ur. 1934), który należy do bardziej znanych szwedzkich pisarzy. Z tego okresu warto wspomnieć jego nagrodzoną przez Radę Nordycką powieść dokumentalną Legionärerna, 1968 (Legioniści) o wydalaniu ze Szwecji do Związku Radzieckiego osób pochodzących z krajów bałtyckich.
Społeczne zaangażowanie znalazło także swój wyraz w poezji. W tym nurcie plasowali się Göran Sonnevi (ur. 1939) oraz Sonja Åkesson (1926–1977). Eksperymentalną poezję konkretną uprawiali m.in. Bengt Emil Johnson (1936–2010) oraz Åke Hodell (1919–2000). W tym czasie zadebiutował też w poezji, bardziej znany jako dramaturg, Lars Norén (ur. 1944). Jego surrealistyczne wiersze nie były całkowicie oderwane od rzeczywistości i nawiązywały do wydarzeń światowych.

### Lata 70.

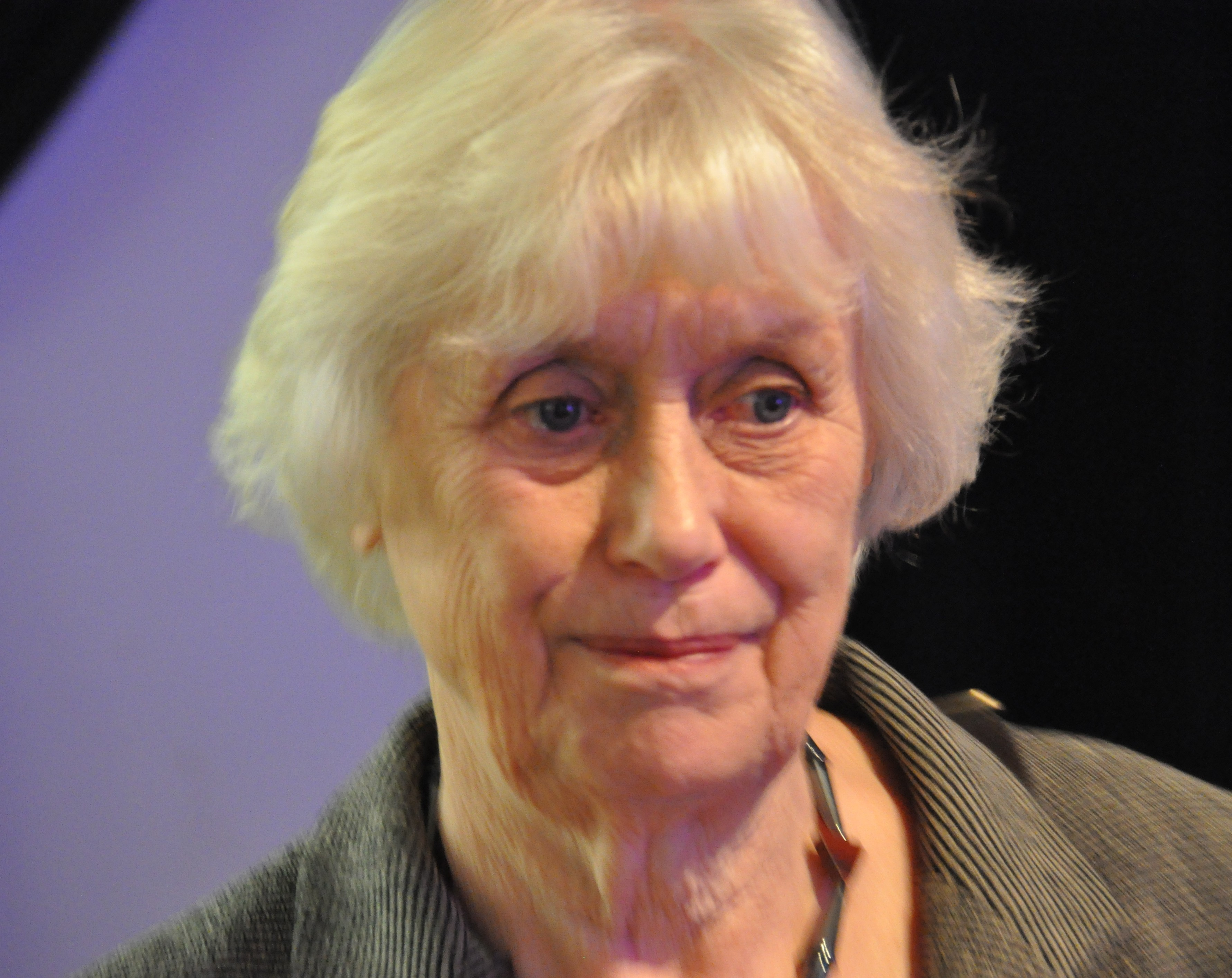
Kerstin Ekman

Na początku lat 70. jako reakcja na obecność polityki światowej w literaturze stały się aktualne także kwestie polityki wewnętrznej, przede wszystkim związane z sytuacją kobiet. Były one poruszane na przykład w För Lydia, 1973 (Dla Lidii) autorstwa Gun-Britt Sundström (ur. 1945) lub też w Dotter till en dotter, 1977 (Córka córki) autorstwa Inger Alfvén (ur. 1940). Podobny charakter miała opisująca szwedzką służbę zdrowia książka Dom Babel (szw. Babels hus, 1978) Pera Christiana Jersilda (ur. 1935).
Również w ramach reakcji na tematy z lat 60. powróciła w tym okresie powieść o charakterze epickim. Przy pomocy cykli powieściowych portretowano proces przechodzenia różnych regionów kraju ze starego w nowe. Lars Gustafsson (ur. 1936) oddał w cyklu Sprickorna i muren (Szczeliny w murze) klimat współczesnej Szwecji (po polsku z tego cyklu ukazała się m.in. powieść Wełna, szw. Yllet). Sven Delblanc (1931–1992) w swoim cyklu o Hedeby (szw. Hedebysvit), zaczynającym się książką Rzeka pamięci (szw. Åminne) z 1970, przedstawił wiejski Södermanland (pochodził z okolic Vagnhärad). Kerstin Ekman (ur. 1933) wydała w latach 1974–1983 czterotomowy cykl, którego akcja rozpoczyna się w latach 70. XIX w. i opowiada o losach kilku kobiet z okolic Katrineholmu w Södermanlandzie. Bardziej znana jest jednak jej późniejsza powieść Czarna Woda (szw. Händelser vid vatten, 1993). Wspominana już Sara Lidman wróciła na scenę literacką swoją pięciotomową epopeją kolejową (szw. Jernbaneepos, 1977–1985), opisującą pojawienie się w latach 90. XIX wieku linii kolejowej w jej rodzinnej Västerbotni. Göran Tunström (1937–2000) przedstawiał w swoich książkach krainę Värmland. Z książek tego autora na uwagę zasługują Prästungen, 1976 (Dzieciak pastora) i Oratorium na Boże Narodzenie (szw. Juloratoriet, 1983). W dekadzie tej debiutuje też powieścią Jack (Jack, 1976) reprezentant nurtu bitników, piosenkarz rockowy Ulf Lundell (ur. 1949).
Poezja była zaangażowana w podobne tematy Göran Palm (ur. 1931) przyjął się do pracy jako robotnik w koncernie Ericssona i w swoich wierszach i dwóch książkach (Ett år på LM, 1972 i Bokslut från LM, 1974) opisał uczucia związane ze swoim tam pobytem.

### Lata 80. i 90.

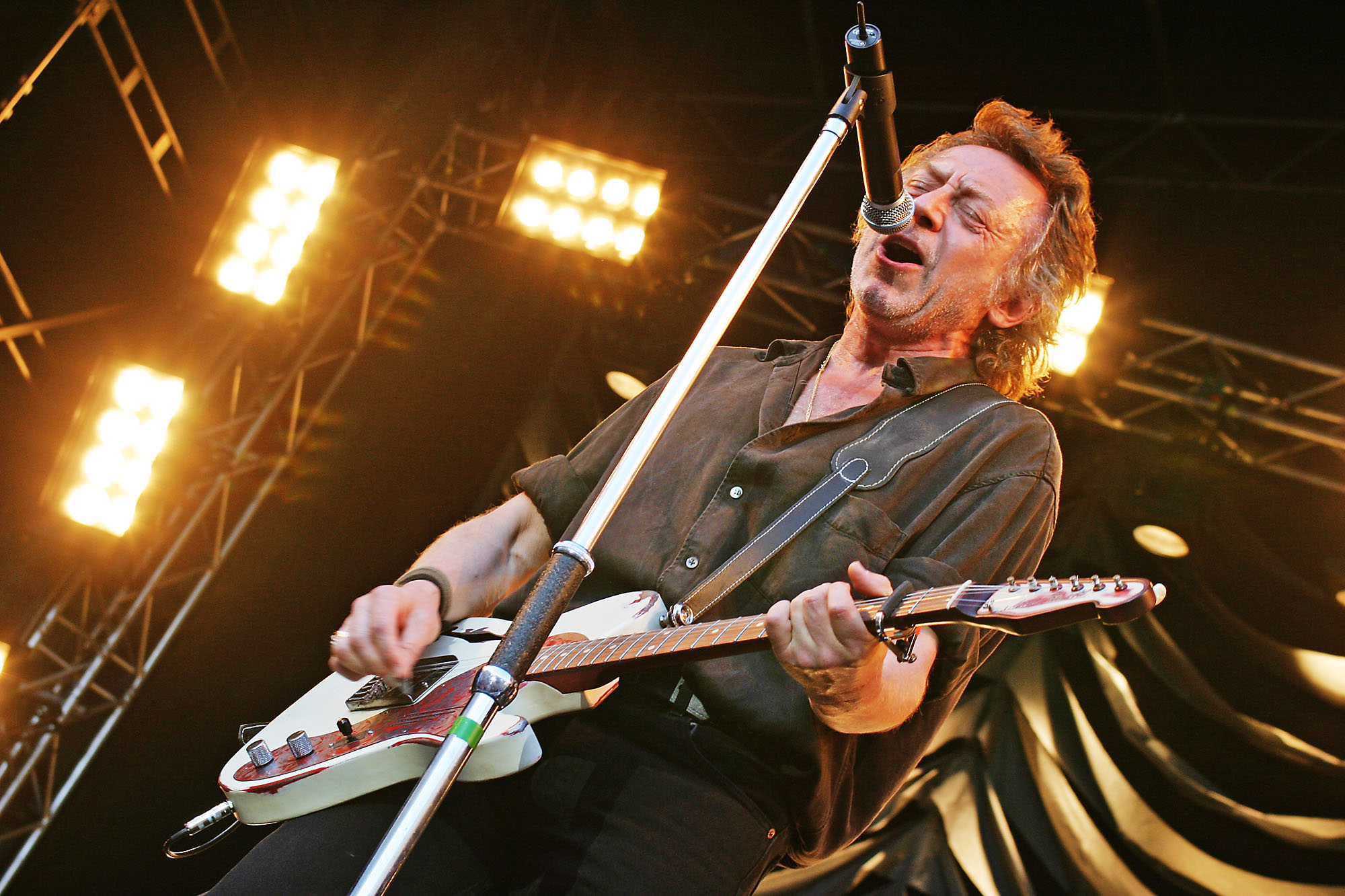
Ulf Lundell

Lata 80. stały pod znakiem postmodernizmu. Literatura stała się niezrozumiała, przy jednoczesnej dużej świadomości formy u autorów. Znakiem rozpoznawczym tego nurtu była debiutancka powieść Autisterna, 1979 (Autyści) Stiga Larssona (ur. 1955). Ważną rolę grała w tych czasach poezja. Godni wspomnienia są Tobias Berggren (ur. 1940), Katarina Frostenson (ur. 1953), Ann Jäderlund (ur. 1955), Birgitta Lillpers (ur. 1958).
Lars Norén dzięki swojemu dramatowi rodzinnemu Modet att döda (Odwaga, by zabić) z 1980 roku stał się najbardziej znaczącym dramaturgiem lat osiemdziesiątych i pozycję tę umocnił jeszcze w latach 90.
Jednocześnie pozycję swoją zachowała epicka tradycja opowiadania, która znalazła wyraz w utworach Torgny’ego Lindgrena (1938–2017) takich jak Droga wężowa na skale, 1982 (szw. Ormens väg på hälleberget) i Miód trzmieli, 1995 (szw. Hummelhonung); Pera Olova Enquista Wizyta królewskiego konsyliarza, 2000 (szw. Livläkarens besök); Kerstin Ekman w jej trylogii Vargskinnet (Wilcza skóra) z końca lat 90.; Görana Tunströma Berömda män som varit i Sunne, 1998 (Słynni mężczyźni w Sunne). W latach 80. swoje powieści zaczyna wydawać wcześniej znana już poetka Agneta Pleijel (ur. 1940), godna uwagi jest jej powieść Zima w Sztokholmie (szw. En vinter i Stockholm, 1997). Literatura konfesyjna uprawiana była w powieściach Cariny Rydberg (ur. 1962), po polsku ukazała się jej książka Za krawędzią nocy, 1990 (szw. Osalig ande).
Poezja w latach 90. skłoniła się bardziej ku codzienności i wnętrzu człowieka. Warto wspomnieć takich autorów jak Göran Greider (ur. 1959) czy Inger Edelfeldt (ur. 1956).

## Czasopisma literackie i krytyka literacka

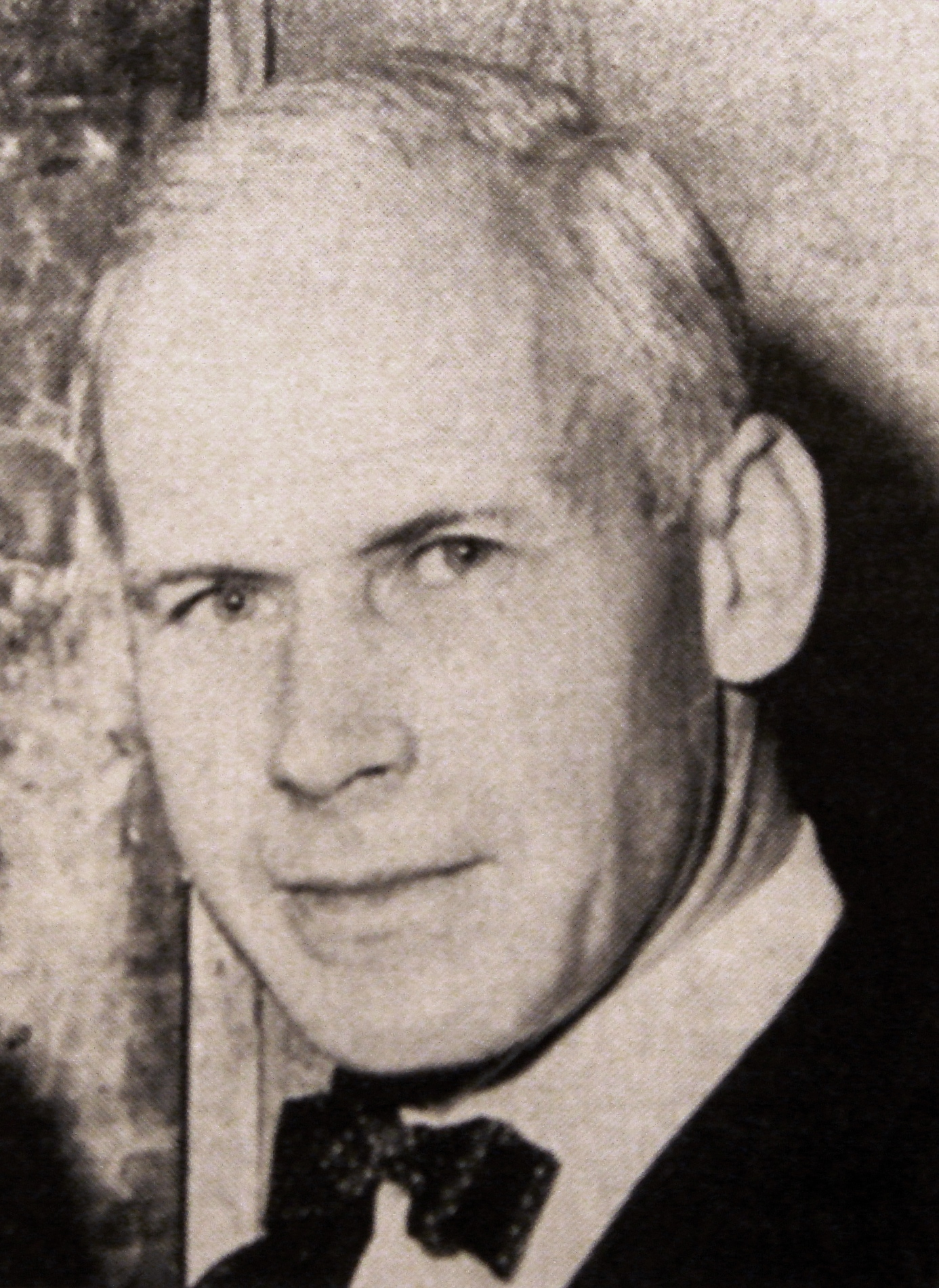
Olof Lagercrantz

Krytyka literacka wiąże się nierozerwalnie z istnieniem czasopism stawiających w polu swego zainteresowania literaturę. Pierwszym czasopismem szwedzkim o wyraźnie literackim profilu było Then swänska Argus prowadzone przez Olofa von Dalina. Jednak nie prowadziło ono bezpośrednio żadnej znaczącej działalności krytycznoliterackiej. Dopiero napięcie między twórcami zgromadzonymi wokół dworu Gustawa III a niezależnymi klasycystami końca XVIII wieku oraz wzrastająca siła prądów przedromantycznych stworzyły przestrzeń do dyskursu krytycznoliterackiego. Pierwszym ważnym krytykiem literackim był Johan Henric Kellgren, który publikował na łamach czasopisma Stockholms Posten. Na początku XIX wieku idee estetyczne i społeczne romantyzmu propagowane były przez pisma Polyfem i Phosphoros. Z kolei pod koniec lat 30. XIX wieku istotną rolę zaczęło odgrywać pismo o profilu ogólnym – Aftonbladet, które przygotowało grunt pod realistyczne prądy drugiej połowy tego wieku. Niewątpliwie najważniejszym krytykiem literackim tego stulecia był Oscar Levertin, którego eseje, głównie w dzienniku Svenska Dagbladet, kształtowały gusta literackie Szwedów w końcu XIX i na początku XX wieku. Spośród plejady krytyków XX wieku warto wymienić Olofa Lagercrantza (1911–2002), który miał silny wpływ na rozwój literatury społecznie zaangażowanej od lat 50. po lata 70. XX wieku.
Spośród współcześnie działających krytyków warto wymienić zmarłego w 2012 roku Knuta Ahnlunda, który ostro krytykował nagrodzenie Elfriede Jelinek Nagrodą Nobla (2004), Pera Wästberga, który od 1953 roku pisał teksty z zakresu krytyki literackiej w jednym z najważniejszych szwedzkich dzienników Dagens Nyheter, a w latach 1976–1982 był jego naczelnym redaktorem. Do wartych uwagi współczesnych czasopism literackich należą m.in.: 10tal, Komma, Kritiker, Lyrikvännen, Ordinär, Ordkonst, Ponton, Res Publica.

## Literatura kryminalna

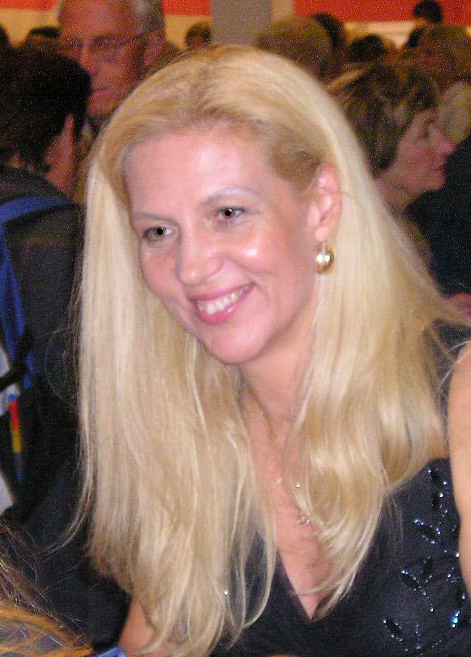
Liza Marklund – autorka powieści kryminalnych

Do II wojny światowej szwedzka literatura kryminalna była pod silnym wpływem utworów z zagranicy. Dopiero potem literatura ta zaczęła nabierać unikatowego szwedzkiego kolorytu i charakteru. W latach 60. XX w. pojawiła się Maj Sjöwall (ur. 1935) ze swoim mężem Perem Wahlöö (1926–1975), którzy wspólnie stworzyli odnoszący sukcesy na arenie międzynarodowej cykl dziesięciu powieści om ett brott (o przestępstwie; 1965–1975). Ich powieści dodatkowo miały znaczący polityczny wymiar. Później pojawiło się jeszcze wielu pisarzy tworzących powieści kryminalne. Wśród nich istotne miejsce zajmuje Henning Mankell (1948–2015), którego utwory rozgrywają się na terenie Skanii, i Håkan Nesser, lokujący akcję swych powieści w nieokreślonym kraju.
W końcu lat 90. XX wieku, po debiucie Lizy Marklund, w Szwecji pojawiła się wyraźna grupa pisarek, które tworzą powieści kryminalne z kobietami w roli głównej (szw. kvinnliga deckarförfattare). Autorkami są kobiety o ustalonych już, zazwyczaj nieliterackich, karierach i wykształceniu. Najważniejszymi (oceniając po listach sprzedaży książek) i najbardziej typowymi przedstawicielkami są Liza Marklund (dziennikarka), Camilla Läckberg (ekonomistka), Helene Tursten (dentystka) i Åsa Larsson (prawniczka). Tendencja ta wpisuje się w szersze zjawisko rozpoznawalne w całej Skandynawii, określane przez duńskich krytyków mianem femikrimi – kryminał feministyczny. Jego pojawienie się wynika z faktu, że populacja osób czytających kryminały jest równo rozdzielona między obie płcie a występuje znaczna nadreprezentacja mężczyzn wśród autorów. W związku z tym podobne zjawiska pojawiają się także w innych literaturach, np. w literaturze anglosaskiej.

## Literatura dla dzieci

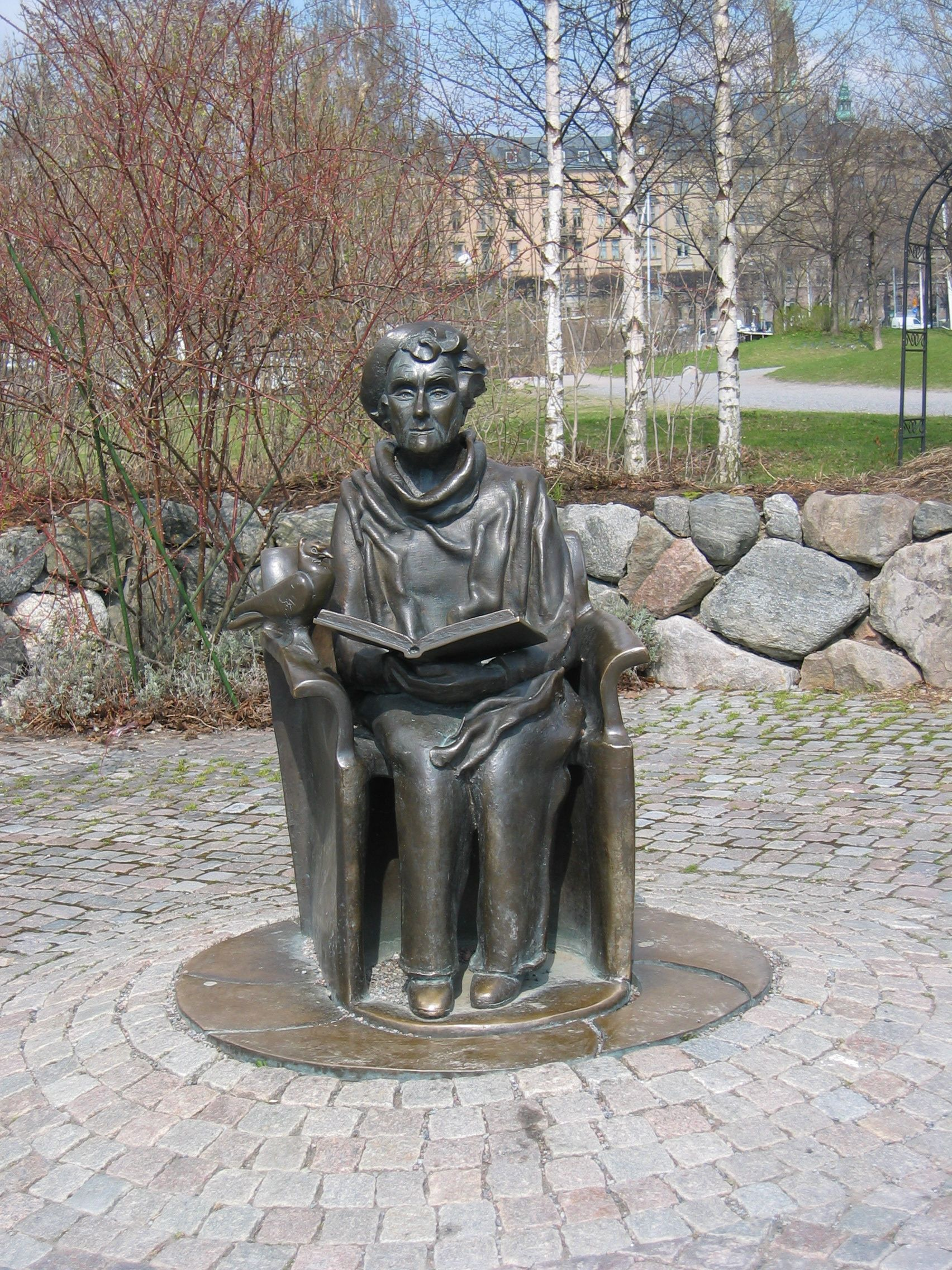
Pomnik Astrid Lindgren w pobliżu Junibacken na Djurgården (Sztokholm)

Pierwszy okres rozkwitu szwedzkiej literatury dla dzieci i młodzieży przypada na lata około roku 1900. Na grunt szwedzki książeczki obrazkowe wprowadziła Elsa Beskow (1874–1953). Pozostali aktywni na początku XX wieku autorzy to Anna Maria Roos (1862–1938) i Ivar Arosenius (1878–1909). W latach 1906–1907 Selma Lagerlöf wydała Cudowną podróż (wydanie polskie w 1910). W roku 1945 przełomową książką Pippi Pończoszanka (szw. Pippi Långstrump) zabłysł talent znanej na skalę międzynarodową i powszechnie lubianej Astrid Lindgren (1907–2002). Dzięki Pippi Pończoszance, w której bohaterka przeciwstawia się wszelkim konwencjom i autorytetom, autorka wyzwoliła literaturę dziecięcą z ciężaru jednostronnego moralizatorstwa. Astrid Lindgren zdołała także uchwycić w swoich utworach egzystencjalne pytania: o życie i śmierć – w Bracia Lwie Serce (szw. Bröderna Lejonhjärta, 1973), o odwagę i strach – w Mio, mój Mio (Mio, min Mio, 1954), o konflikt pokoleń – w Ronja, córka zbójnika (Ronja Rövardotter, 1981) oraz o wiele innych kwestii ze świata ludzi dorosłych.
Do pojawiających się w następnych dziesięcioleciach nowatorów literatury dziecięcej zaliczają się jeszcze Maria Gripe (1923–2007), Gunnel Linde (ur. 1924), Inger Sandberg (ur. 1930) wraz z Lasse Sandberg (1924–2008), Barbro Lindgren (ur. 1937) wraz z Evą Eriksson (ur. 1949), Lena Anderson (ur. 1939), Ulf Stark (ur. 1944), Anna-Clara Tidholm (ur. 1946) oraz Sven Nordqvist (ur. 1946).
Znaczącym przedstawicielem szwedzkojęzycznej literatury dla dzieci jest też znana na całym świecie ze swego cyklu o Muminkach Finka Tove Jansson (1914–2001). Jej ciepłe, głębokie, filozoficznie opowiadania są czytane przez dzieci i przez dorosłych.

## Szwedzcy laureaci literackiej Nagrody Nobla
Laureaci Nagrody Nobla w dziedzinie literatury tworzący w języku szwedzkim (w kolejności chronologicznej):
- Selma Lagerlöf 1909
- Verner von Heidenstam 1916
- Erik Axel Karlfeldt 1931 (pośmiertnie)
- Pär Lagerkvist 1951
- Eyvind Johnson 1974 (wspólnie z Harrym Martinsonem)
- Harry Martinson 1974 (wspólnie z Eyvindem Johnsonem)
- Tomas Tranströmer 2011

## Grupy i kierunki literackie
- Banda z Malmö – ugrupowanie poetyckie działające w latach 80. XX w., odwołujące się do świata subkultur młodzieżowych i języka potocznego[134]
- Pięciu Młodych – grupa poetów i prozaików aktywna od 1929 przez kilka lat, skupiająca autorów zaangażowanych społecznie o przekonaniach lewicowych[135]
- Pisarze lat czterdziestych – generacja pisarzy debiutujących w latach 1940–1950, odnosząca się do doświadczeń II wojny światowej i kryzysu cywilizacji oraz kultury[136]
- Szkoła fornalska – ugrupowanie pisarzy proletariackich działające pod koniec lat 30. XX w.[137]